# الاینس (کارولینای شمالی)
الاینس (به انگلیسی: Alliance) شهری در ایالت کارولینای شمالی کشور ایالات متحده آمریکا است که جمعیت آن در سرشماری سال ۲۰۱۰ میلادی، ۷۷۶ نفر بوده‌است.